# Egerbakta - Bátor környéki erdők
Egerbakta - Bátor környéki erdők este o arie protejată (arie specială de conservare — SAC, sit de importanță comunitară — SCI) din Ungaria întinsă pe o suprafață de 2.629,82 ha, integral pe uscat.

## Localizare
Centrul sitului Egerbakta - Bátor környéki erdők este situat la coordonatele 47°57′35″N 20°16′40″E / 47.959722°N 20.277778°E.

## Înființare
Situl Egerbakta - Bátor környéki erdők a fost declarat sit de importanță comunitară în mai 2004 pentru a proteja 2 specii de plante și 10 specii de animale. Situl a fost protejat și ca arie specială de conservare în februarie 2010.

## Biodiversitate
Situată în ecoregiunea panonică, aria protejată conține 14 habitate naturale: Păduri panonice cu Quercus petraea și Carpinus betulus, Pante stâncoase silicioase cu vegetație casmofită, Pajiști uscate seminaturale și facies de acoperire cu tufișuri pe substraturi calcaroase (Festuco-Brometalia) (* situri importante pentru orhidee), Pajiști stepice subpanonice, Păduri panonice cu Quercus pubescens, Tufărișuri subcontinentale peripanonice, Păduri panonice-balcanice de stejar turcesc - stejar sesil, Mlaștini turboase de tranziție și turbării mișcătoare, Pajiști panonice carstice (Stipo-Festucetalia pallentis), Formațiuni de Juniperus communis pe lande sau pajiști calcaroase, Păduri aluvionare cu Alnus glutinosa și Fraxinus excelsior (Alno-Padion, Alnion incanae, Salicion albae), Fânețe de joasă altitudine (Alopecurus pratensis, Sanguisorba officinalis), Lacuri și iazuri distrofice naturale, Păduri de fag Luzulo-Fagetum.
La baza desemnării sitului se află mai multe specii protejate:
- plante (2): sisinei (Pulsatilla grandis), Thlaspi jankae
- amfibieni (1): buhai de baltă cu burta roșie (Bombina bombina)
- mamifere (1): liliac cârn (Barbastella barbastellus)
- nevertebrate (8): croitorul mare al stejarului (Cerambyx cerdo), Cucujus cinnaberinus, orthosia schmidtii (Dioszeghyana schmidtii), Euplagia quadripunctaria, Hypodryas maturna, rădașcă (Lucanus cervus), fluturele purpuriu (Lycaena dispar), Unio crassus

Pe lângă speciile protejate, pe teritoriul sitului au mai fost identificate 9 specii de plante, 2 specii de amfibieni, 3 specii de reptile.